# أحمد مور
أحمد مور (بالإنجليزية: Ahmed Moor)‏ هو صحفي أمريكي، ولد في 1985 في مخيم رفح في قطاع غزة.